# Nazionale maschile under 19 di football americano dell'Ungheria
La nazionale Under-19 di football americano dell'Ungheria è la selezione maschile Under-19 di football americano della Federazione Ungherese di Football Americano, che rappresenta l'Ungheria nelle varie competizioni ufficiali o amichevoli riservate a squadre nazionali Under-19.

## Risultati
Legenda: Grassetto: Risultato migliore, Corsivo: Mancate partecipazioni

## Dettaglio stagioni

### Amichevoli
| Stagione | Vin | Par | Per | Tot | PF | PS | avversaria |
| -------- | --- | --- | --- | --- | -- | -- | ---------- |
| 2016     | 0   | 0   | 1   | 1   | 6  | 14 | Slovacchia |
| Totale   | 0   | 0   | 1   | 1   | 6  | 14 |            |

Fonte: americanfootballitalia.com

### Riepilogo partite disputate
| Anno | Luogo          | Evento     | Fase del torneo | Incontro              | Risultato |
| 2016 | Székesfehérvár | Amichevole |                 | Ungheria - Slovacchia | 6 - 14    |

## Confronti con le altre Nazionali
Questi sono i saldi dell'Ungheria nei confronti delle Nazionali incontrate.

### Saldo negativo
| Nazionale  | Giocate | Vinte | Pareggiate | Perse | PF | PS | Ultima vittoria | Ultimo pari | Ultima sconfitta |
| ---------- | ------- | ----- | ---------- | ----- | -- | -- | --------------- | ----------- | ---------------- |
| Slovacchia | 1       | 0     | 0          | 1     | 6  | 14 | -               | -           | 2016             |